# Hans Ditlev Lützhøft
Hans Ditlev Lützhøft (30. oktober 1798 i Gierslev Sogn – 13. marts 1858 i København) var en dansk handelsmand, godsejer (i samtiden også kaldt proprietær) og politiker.
Lützhøft var søn af kancelliråd Jes Lützhøft (1771-1838) og søgte først embedsvejen, men efter få år i købstadens tjeneste som sin fars fuldmægtig, blev han strandingskommissær, samtidig med at han drev handelsvirksomhed sammen med sin svoger F.C. Bendixsen (1803-1872), som var engelsk, fransk, hollandsk og spansk konsul, som tildeltes den spanske Isabellaorden, og som blev spansk adelsmand. Sammen grundlagde de i 1834 den tobaksfabrik, som i mange år lå i Skovgade. Deres initiativrige virksomhed var med til at løfte byens handelsstand, og Lützhøft endte som kgl. handelsagent, prokurator og kgl. svensk-norsk vicekonsul. Lützhøft boede først i Vestergade, men flyttede siden til Østergade, hvor hans købmandsgård også rummede byens klub. Foruden gården i Østergade ejede han landstedet Christianslyst nord for byen.
I 1848 overtog Hans Ditlev Lützhøft desuden herregården Tandrup for 70.000 rigsdaler og begyndte straks en ombygning af ladegården, også kostalden blev ombygget. 1850 blev der bygget nyt sønderhus, indrettet til bl.a. vognremise, folkeværelser, hestestald, fåresti m.m.
Lützhøft blev i 1848 valgt til Den Grundlovgivende Rigsforsamling for Thisted med 185 stemmer. Fra 27. september 1854 og indtil sin død 1858 sad han i Landstinget valgt som 3. landstingmand for 3. landstingskreds, hvor han havde erstattet den udtrådte gårdejer Jens Nørgaard.
5. november 1824 ægtede han i Vestervig Kirke Marie Elise "Lise" Bendixsen (17. juli 1806 i Randers – 8. december 1897 i København), datter af Eske Bendixen og Marie Elisabeth Fischer.